# 1768 au Québec
Cet article traite des événements survenus en 1768 au Québec. 

## Événements

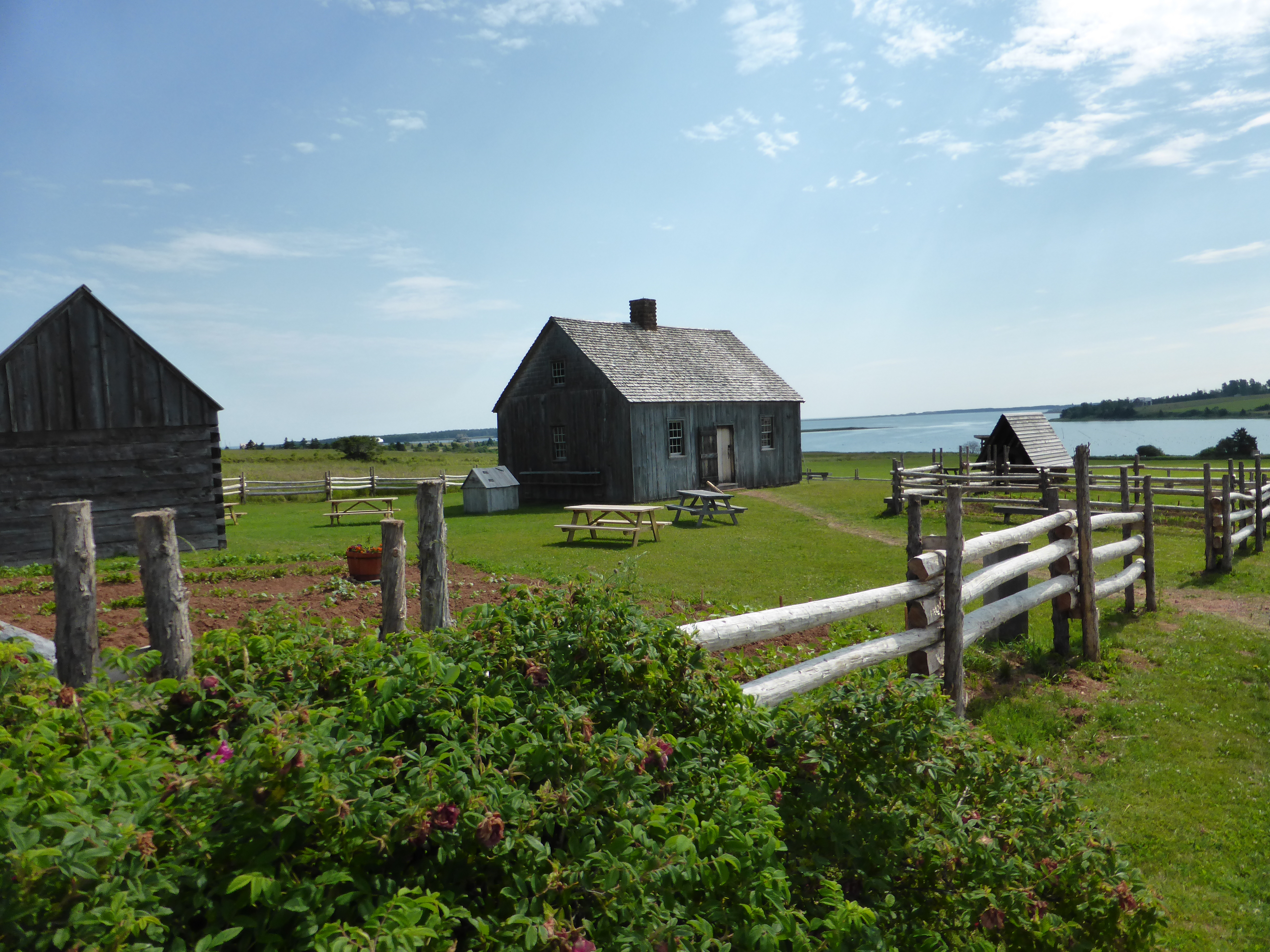
La Maison Doucet construit en 1768 sur l'Île Saint-Jean (Île-du-Prince-Édouard)

- 26 octobre : Guy Carleton, baron Dorchester, devient gouverneur général de la province de Québec. S’il fait quelques concessions à la minorité britannique, il préconise cependant un régime d’équité, demandant la restauration de la législation française en y adjoignant l’institution de l’Habeas Corpus et s’efforce de remédier aux abus de la justice. La classe des commerçants anglophones, réclamant la réunion de l’Assemblée populaire promise par la Proclamation d’octobre 1763, refusent d’acquitter les impôts réclamés par la couronne.
- Aaron Hart contribue à fonder la première synagogue Shearith Israël à Montréal.

## Naissances
- 8 mars : Claude Dénéchau, homme politique.
- 17 avril : Robert Ferguson, homme d'affaires au Nouveau-Brusnswick.
- Tecumseh, chef de la tribu des Shawnees.
- José María Narváez, navigateur espagnol qui explora la côte ouest de l'Amérique.

## Décès
- 27 novembre : Michel de Sallaberry, officier naval (° 4 juillet 1704).
- Ralph Burton : militaire et administrateur colonial.